# Magnatune
Magnatune je menší nezávislé hudební vydavatelství se sídlem v Berkeley (Kalifornie, USA), založené na jaře roku 2003 Johnem Buckmanem, tehdejším ředitelem společnosti Lyris, zabývající se e-mailovým software. Cílem tohoto vydavatelství je vytvořit férové podmínky jak pro umělce, tak pro samotné posluchače — jeho slogan zní „Nejsme zlí“. Původně prodávalo hudbu pouze ke stažení ze svých webových stránek, avšak ke konci roku 2004 přibyla ještě možnost nechat si poštou poslat na vyžádání potištěné CD. Říjnu roku 2007 začalo také s prodejem celých alb i jednotlivých skladeb v internetovém obchodě Amazon.com. V roce 2008 Magnatune umožnilo předplatitelům platit libovolnou částku za členství a je podle všeho prvním internetovým hudebním obchodem, nabízejícím nelimitované členství bez DRM. Magnatune se také stalo prvním vydavatelstvím, které licencuje hudbu online a k roku 2008 (tedy po pěti letech existence) prodalo již 3000 licencí.
Magnatune neuzavírá s umělci exkluzivní smlouvy a dává jim 50 % ze všech zisků z jejich hudby. V letech 2003–2004, kdy společnost začínala, nebylo něco takového vůbec běžné. Uživatelé mohou, předtím než se rozhodnou, zda si album koupí či ne, poslouchat streamovanou hudbu ve formátu MP3 (bez DRM), aniž by platili jakékoli poplatky. Navíc si nakupující vybere vlastní cenu, kterou je za album ochoten zaplatit – od 5 do 18 dolarů, a mohou si stáhnout hudbu v několika formátech (WAV, FLAC, MP3, Ogg Vorbis a AAC. Hudební soubory a CD Magnatune neužívají žádných druhů ochrany proti kopírování, naopak ještě povzbuzují svoje zákazníky, aby hudbu sdíleli se svými přáteli (až tři kopie).
Všechny skladby stažené zdarma jsou licencovány pomocí licence Creative Commons Attribution-NonCommercial-ShareAlike License. Ačkoli samotné používání liberálních licencí není žádným novým objevem, je Magnatune jednou z prvních a nejnápadnějších firem, která se snaží uvést do praxe obchodní model fungující na základě jejich použití.

## Propojení s hudebními přehrávači
Magnatune má vlastní XML API, které umožnilo propojení s hudebními přehrávači. V říjnu 2006 vyšel Amarok 1.4.4, který umožnil uživatelům přehrávání i nákup hudby. Rhythmbox 0.9.7 má tuto funkci od prosince roku 2006. Další programy podporující Magnatune pomocí pluginů: SlimServer, Songbird.